# 政冷経熱
政冷経熱（せいれいけいねつ、簡体字：政冷经热）とは、1990年代以降の日本と中国との関係をあらわした言葉。「政治分野では冷却しているが、経済分野では過熱している」という意味。胡錦涛による造語。

## 概要
1990年代以降、中国の改革開放政策が軌道に乗り、市場経済が発展していくと、日本の企業も安価な労働力を求めて、中国への投資を積極的に推し進めた。さらにそれが中国の国内市場の拡大をもたらすと、中国は「世界の工場」から「世界一の市場」となり、日本企業は中国への輸出を開始した。
このように、中国への日本の経済関係は活発になっているが、その一方で「過去の歴史問題」で政治分野では冷却している。とくに靖国神社への参拝にたいして、中国は日本に反発しており、2005年には、小泉純一郎首相が靖国神社の参拝を行った時には、憤青と呼ばれる若者達によるデモが発生。上海の日本総領事館の建物が損傷された。その後、小泉の後任者になった安倍晋三首相は、就任後初の海外訪問として訪中し、日中首脳会談を行う。日本の総理大臣が訪中したのは5年ぶりであった為、安倍は中国首脳部から歓迎された。2007年4月には、温家宝首相が訪日して日中首脳相互訪問再開への道筋が作られ、「政冷経熱」を打開する試みが日中両国で続けられている。